# 老约翰·罗米塔
约翰·维克托·罗米塔（1930年1月24日—2023年6月12日），美国漫画作家，代表作为漫威的《超凡蜘蛛侠》以及瑪莉·珍·華生、制裁者、金霸王、金鋼狼、盧克·凱奇等角色。
罗米塔的第一部漫画作品创作于1949年，当时他在漫威的前身时代漫画担任代笔，并结识了公司总编辑史丹·李。1951年，罗米塔开始为时代漫画后继公司亚特拉斯漫画创作恐怖、战争以及爱情等主题漫画，并根据美国队长创作了自己的第一部超级英雄漫画。1958年到1965年期间，罗米塔工作于DC漫畫，创作了多部爱情漫画。这一时期的罗米塔描绘美女形象的能力渐趋成熟，后来更凭借这一能力而闻名于世。
1965年，罗米塔加入漫威，初期主要负责角色夜魔俠的描绘。后来随着蜘蛛人创作人之一史蒂夫·迪特科的离开，罗米塔被史丹·李选为《超凡蜘蛛侠》的接班人。此后不到一年，《超凡蜘蛛侠》在漫威作品中的销量便由第二跃升到了第一，罗米塔为蜘蛛人加入的爱情元素也很快变成了该角色的新设定。1973年6月，罗米塔被漫威晋升为艺术总监，此后对漫威1970年代及1980年代漫画的面貌带来了巨大影响。2002年，罗米塔被录入威尔·埃斯纳奖名人堂。

## 早年生活
罗米塔在1930年1月24日生于纽约的布鲁克林区，父亲是一名面包师，家中有三个姐妹和一个兄弟，具有意大利西西里血统。
罗米塔5岁时便开始画画。在布鲁克林完成初中学业后，罗米塔进入了曼哈顿的工业艺术学校，并在1947年毕业，期间曾以书籍插画师霍华德·西蒙和杂志插画师本·克莱门茨（Ben Clements）为师。罗米塔受到各种艺术家和插画师的影响很大，并自小喜欢阅读漫画作品，对诺埃尔·西克尔斯、羅伊·克蘭和米爾頓·卡尼夫（Milton Caniff）等艺术家非常欣赏，其中卡尼夫的《特里和海盗》给从业早期的罗米塔带来了诸多灵感。在职业生涯的后期，罗米塔还受到了西·巴里、亞歷克斯·托特和卡迈恩·因凡蒂诺等人的影响。除了漫画以外，罗米塔亦非常喜爱喬恩·惠特科姆、考比·惠特莫尔、阿爾·帕克等商业插图师的作品。
在17岁生日之际，罗米塔从曼哈顿总医院收到了他的第一份艺术作品礼物。当时他通过为一名麻醉专家设计一个关于气息学药物的展览，每周拥有60美元的收入，而他完成这份工作一共花费了六个月时间。1949年，罗米塔加入了《驰名连环画》系列的创作，正式踏入漫画行业。据罗米塔本人回忆，当时的所有青年艺术家均由史蒂芬·道格拉斯赞助，后者给他的第一个创作任务是一个爱情故事，而他最终交出的作品中，女性角色被画得形如“消瘦的男人”，但道格拉斯还是以200美元收下了这些作品，并鼓励罗米塔继续工作。不过这些作品之后也一直没有拿去出版，罗米塔对此也表示此举理所当然。

## 职业
1949年，罗米塔供职于纽约市的福布斯平板印刷画公司（Forbes Lithograph），每周薪酬30美元，期间高中好友、漫画上色师Lester Zakarin在一次地铁偶遇中提出让罗米塔代笔一部总共10页的作品
，并付给他每页17美元或者20美元的报酬，主题则可能是根据1920年代匪徒的故事改编出一部犯罪漫画。鉴于两页的报酬就超过了正常周薪，罗米塔接受了这份工作。而这一作品后来交给了时代漫画，罗米塔也借此见到了总编辑史丹·李。在此之后，罗米塔又给Zakarin为特洛伊人漫画（Trojan Comics）创作的《Crime-Smashers》等漫画担任了代笔，其中一些作品的签名还出现了罗米塔。

### 亚特拉斯漫画时期
1951年，罗米塔因为需要前往军队服役，遂结束了与Lester Zakarin的合作。入伍前，罗米塔将自己的手稿展示给了纽约湾總督島基地的艺术总监，后者便在他于新泽西州迪克斯堡完成基础训练后将他安排到了那里设计招聘海报。大概七八个月后，罗米塔的军衔被升为下士，可以离开办公处自寻住处，他遂在布鲁克林租了一间公寓。
每当不上班时，罗米塔可以离开基地前往曼哈顿。据罗米塔在2002年回忆，1951年年中至年末，他在一次前往市郊吃午餐的途中经过了史丹·李在帝国大厦的办公室（此时的时代漫画也已更名为亚特拉斯漫画），正好遇见了他的秘书，便对秘书说虽然李不知道他的名字，但两人已合作过一年多时间，秘书后来回应道李手中正有一个4页的科幻故事计划。罗米塔最终完成了这个故事的铅笔稿及上色工作（独立完成的第一个作品）。自此之后，罗米塔的创作方向开始转向西方和战争主题。这部作品后来被刊登在《漫威梦想家：老约翰·罗米塔作品集》（Marvel Visionaries: John Romita Sr.）和漫威前总编辑羅伊·托馬斯负责的《Alter Ego》第9期中，两者均将这部作品命名为《It!》，作品内容则是关于一个伪装成婴儿的凶残外星人的故事。1951年12月，这个故事又被收录进《奇异故事》第4期当中。大漫画资料库（Grand Comics Database）在其给出的列表中认为第一部注明罗米塔为铅笔稿作者和上色师的出版作品为1951年2月在亚特拉斯《西方歹徒》（Western Outlaws）第一期上登载的《The Bradshaw Boys》（共6页），惟这一作品有可能是罗米塔为Lester Zakarin代笔。而Atlas Tales资料库的列表则显示首次由罗米塔全权负责铅笔稿和着墨的出版作品有两部，一部是《It!》，另一部则是刊登在《Astonishing》第7期（也出版于1951年12月）的《Out of My Mind》（共6页），但实际上前者的工号（9118）又要晚于后者（8964）。
继以上作品之后，罗米塔继续为亚特拉斯创作了各种恐怖、战争及爱情漫画，其中最为突出的作品为刊登在《Young Men》第24–28期（1953年12月–1954年7月）和《Captain America》第76–78期（1954年5月–9月）上以美国队长为蓝本而改编的作品。创作美国队长的任务系由史丹·李交给罗米塔，其原因是原本负责此项工作的莫特·劳伦斯（Mort Lawrence）交出的作品不尽人意。在当时的冷战背景下，美国队长的称号变成了“Captain America, Commie Smasher”，敌人也被赋上了苏联特征。这个系列的商业成绩遭遇了失败，在仅出版3期之后即被弃用。对此，罗米塔认为应该归因于多变的政治环境，特别是公众对朝鲜战争的抵制。这次失败也致使美国队长这一形象在之后的将近十年里甚少出现。
在亚特拉斯工作期间，罗米塔还创作出了他的第一个原创角色人形机器人M-11，该角色登场于《Menace》第11期（1954年5月）上的独立科幻故事之中。在登场之初，M-11并未被期待为持续角色，但在数十年后，它又被重新起用为超级英雄团队亚特拉斯特工队的一员。另外，罗米塔亦是《Waku, Prince of the Bantu》的主要画手之一，该作品之前是由作家唐·里科和艺术家奧格登·惠特尼创作，于1954年9月刊登于作品集《Jungle Tales》第一期中，罗米塔则是从第二期（1954年11月）开始接替惠特尼。《Waku, Prince of the Bantu》属于黑人主题作品，描绘了一个非洲酋长形象，而几乎没有使用高加索人作为常规角色。

### DC漫画
1950年代中期，罗米塔在为亚特拉斯工作的同时，亦有为DC漫画提供不具名创作。此前，罗米塔在朝鲜战争中服役时得到了好友卡迈恩·因凡蒂诺的推荐。1950年代末，由于亚特拉斯因销量持续下跌而不得不裁去大部分艺术家，罗米塔于1958年完全转到了DC漫画。
罗米塔在DC的第一个知名作品是爱情漫画《秘密之心》第58期（1959年10月）的封面以及《Heart Throbs》第63期（1960年1月）中的7页故事《I Know My Love》，后者由伯纳德·萨克斯（Bernard Sachs）完成上色。除此之外，罗米塔参与创作的还有《Falling in Love》、《Girls' Love Stories》、《Girls' Romances》和《Young Love》等。
在DC漫画期间，罗米塔的作品主要遵从该公司漫画的特有风格，且其刊登在杂志上的作品的前几页也常常由其他艺术家创作。不过在不久之后，爱情漫画的封面创作即转为主要由罗米塔负责。此后，罗米塔又开始从电影剧照以及米爾頓·卡尼夫的连环漫画《特里和海盗》中取材来进行创作。起初，罗米塔的部分爱情作品由伯纳德·萨克斯和西·巴里来上色，但到了1950年代末或1960年代初，罗米塔开始自己负责对该项工作。
在DC漫画工作的日子里，罗米塔虽然曾希望编辑能让他负责诸如《蝙蝠俠》等超级英雄主题的创作，但还是继续留在了爱情主题领域。不过不久之后，读者对于爱情漫画的热情开始下降，到了1965年，DC甚至直接停止买进爱情作品，此后爱情漫画仅被用于大体量的未出版作品集或重温作品集中。罗米塔并未接到其他类别部门的工单，但另一方面，他本人亦从未主动提过请求。
罗米塔在DC的最后一部知名作品为6页故事《My Heart Tricked Me》，该作由萨克斯上色，于1966年12月登载于《Girls' Romances》的第121期中。不过在此之后，他的一些小块插画仍时有被刊登在《beauty tip》等单页填充页以及读者来信页中，这些插画部分或全部是他的早期作品，此外他的过往故事作品也偶有被重新刊登。

### 漫威时期
在为DC出版最后一部作品之前，罗米塔已经开始以自由从业者的身份为漫威工作，其中第一份工作是为杰克·科比作品的封面以及唐·赫克作品的内页铅笔稿上色，这些作品于1965年12月刊登于《复仇者》的第23期之中。
在为漫威全职工作之前，罗米塔将大部分精力花在了寻找广告梗概图的创作业务之上，并通过在大型广告公司天联广告担任藝術總監的朋友阿尔·诺曼迪亚（Al Normandia）成功得到了一份工作。罗米塔曾表示天联广告给他开出的工资为每周250美元，而之前在靠创作爱情漫画谋生时，他每天需要“自杀式地”工作很长时间，一周下来的报酬也才刚刚超过200美元。另外，由于苦于难以想出新的创作点子，罗米塔决定以后只接受上色业务。
然而漫威编辑史丹·李在听说罗米塔已经离开DC之后特地找到了他，两人在午餐后进行了三个小时的谈话，罗米塔要求李必须保证回到漫威后的薪酬必须与广告公司给他的一样，得到了李的承诺，另外，李还向罗米塔保证说他可以自由选择工作地点，随便选择呆在家里或是去办公室，不过罗米塔表示并不愿意待在家，因为那样他就无法保证能够约束自己。由于李承诺了以后会持续安排工单，罗米塔虽然已经接到了广告公司的入职邀请，但还是选择了加入漫威。虽然罗米塔一再表示只愿意承担上色工作并且也得到了李的同意，但后来李有一次向罗米塔展示了一些其他艺术家为《夜魔侠》创作的底稿，说自己对这些作品并不满意，并表示想要另请他人。除此之外，李还拿出了迪克·艾尔斯（Dick Ayers）的一份作品问罗米塔说会怎么画，罗米塔遂在描图纸上大致画下了自己的想法，李便趁机提出让罗米塔来接手这部作品}}。此后罗米塔便开始短暂加入了《夜魔侠》的创作，起初他主要是用铅笔描绘杰克·科比的设计思路，以此学习漫威漫画的叙事风格。
罗米塔加入以后，《夜魔侠》的销量发生起色，虽然其印刷量与《超凡蜘蛛侠》和《神奇四侠》等漫威的招牌作品相比较小，但其印刷品销售比例则一度达到最高。这次成功也让罗米塔后来被安排去创作《超凡蜘蛛侠》，其签名也一直在这部作品上出现了数年之久。这段时期内，一名DC漫画的编辑曾邀请罗米塔合创角色元素人，但罗米塔提出了拒绝。1966年，史丹·李为《夜魔侠》的第16期和第17期（5月和6月刊）创作了两部分故事，并特地安排了蜘蛛侠客串出场，以展示罗米塔创作的形象。

### 蜘蛛侠
在罗米塔开始创作蜘蛛侠以前，蜘蛛侠的创作人史丹·李和史蒂夫·迪特科之间的分歧开始日渐滋长。1966年，迪特科在完成《超凡蜘蛛侠》的第38期（7月刊）后突然离开漫威，李遂将创作蜘蛛侠的任务安排给了罗米塔。在此之前，罗米塔已先后完成了8期的《夜魔侠》以及该作第20期（1966年9月刊）的封面、一期浩克的形象以及分别刊登在《惊奇故事》第77期（1966年3月刊）和《悬疑故事》第76—77期（1966年4月—5月刊）上的两期美国队长，而接手《超凡蜘蛛侠》则是从第39期（1966年8月刊）开始。
在刚刚接到蜘蛛侠的任务时，罗米塔曾经产生过担忧，由于认为迪特科或许会在不久后回归，所以罗米塔起初一直有意模仿迪特科的风格，但过了六个月后，罗米塔在意识到迪特科不会再回归后开始逐渐放弃模仿，但亦仍然延续了迪特科的设定，在描绘彼得·帕克时不画骨架。
史丹·李曾经评论认为，罗米塔转向自己的艺术风格对蜘蛛侠系列甚为有益，因为在观众逐渐淡忘迪特科的形象后，罗米塔便能在自己擅长的风格里充分发挥。
罗米塔在漫威的其中一个上色艺术家搭档为邁克·埃斯波西托，两人共同完成了罗米塔的第一个漫威招牌作品。最初，由于正式雇主为漫威的竞争对手DC，为了隐瞒自己在漫威兼职一事，埃斯波西托的签名为化名“米奇·德米欧”（Mickey Demeo）。两人合作了3期后，埃斯波西托回到了DC，之后罗米塔在第43–48期（1966年11月–1967年5月刊）中自己负责上色，到第49期（1967年6月刊）时，埃斯波西托又参与了一次创作，但并未署名，其后持续使用米奇·德米欧，直到第56期（1968年1月）时开始使用本名，在第65期中，吉姆·穆尼暂时替换了埃斯波西托的工作，之后罗米塔与埃斯波西托在第66期（1968年11月）继续合作。罗米塔和埃斯波西托的合作给蜘蛛侠带来了全新面貌。自罗米塔接手《超凡蜘蛛侠》后，该系列的销量一度升至第二，不到一年后，其销量更超过《神奇四侠》，成为漫威销量第一。
罗米塔为《蜘蛛侠》设计了配角瑪莉·珍·華生，设定为主角的恋爱对象。据罗米塔透露，华生的原型是电影《欢乐今宵》中的演员安-玛格丽特，包括穿搭颜色、面部形状、红色头发和贴身短裙等都是根据她来设计。华生第一次正式亮相于《超凡蜘蛛侠》的第42期（1966年11月），在此之前，该角色于第15期（1964年8月）开始被提及，并曾登场于第25期（1965年6月），惟其面部当时被一个大盆栽遮挡。
其他出现于李和罗米塔合作期间的角色还有第41期（1966年10月）的犀牛人、第46期（1967年3月）的震動人、第50期（1967年6月）的金霸王以及第56期（1968年1月）的乔治·斯泰西，其中乔治·斯泰西的原型为男演员查尔斯·比克福德。另外，这段时期的《蜘蛛侠》除了讲述主角的冒险旅途之外，亦讲述了各角色的社会和大学生活，且故事的主题也开始更为鲜明，故事的内容亦影射到了越南战争、政治选举以及學生運動等现实问题。
由于越来越多地从事修正、润色等工作，加之经常协助事务繁多的史丹·李，罗米塔逐步成为了漫威的“事实性”艺术总监。
为了减轻在《蜘蛛侠》方面的工作负担，漫威在第57期到第75期（1968年2月—1969年8月）期间改为只让罗米塔负责布局设计，而铅笔稿则由唐·赫克或吉姆·姆尼完成，之后在第76期到第81期（1969年9月—1970年2月）期间，罗米塔又回归了一段时间，但只画了由约翰·巴斯马设计的作品的封面。不过这些措施取得的成效亦有限，2001年，罗米塔忆述称李总是希望他能快去完成工作，所以在唐·赫克用铅笔标记下他的失误后往往催他一次性改完，有时甚至在上色之后亦是如此。另外因为种种原因，直到第95期（1971年4月）为止，罗米塔仍负责了多次铅笔稿创作，此后直到第105期（1972年2月），铅笔稿的创作交由吉爾·凱恩接替，而在接下来的第105期到第115期（1972年2月—12月）期间以及后来的第119期（1974年4月）中，罗米塔又全权负责了一段时间的铅笔稿创作。此后直到第168期（1977年5月），罗米塔负责了大部分的封面设计，并偶尔负责上色。
1973年6月（第121期），罗米塔向编剧杰瑞·康威提出了在即将推出的《格温·斯黛西死亡之夜》中安排配角格温·斯黛西死于綠惡魔之手的建议。这一安排加上一期之后綠惡魔的死亡串成的故事线后来被广泛视作是蜘蛛侠历史中最具决定性的情节。2017年6月，罗米塔在接受Syfy采访时称他本人最感得意之作为《超凡蜘蛛侠》的第108期和109期，因为这一时期标志着他开始逐步脱离史蒂夫·迪特科从而转向自己的风格。此外，罗米塔表示他创作这些作品时，很多画法均脱胎于米爾頓·卡尼夫。
漫画艺术历史学者丹尼尔·海尔曼（Daniel Herman）认为罗米塔的《蜘蛛侠》作品“重新定义了各角色的面貌”，且“将这一作品带向了另一个方向”，而《蜘蛛侠》也让他成为了一个明星漫画作家。他评论称“罗米塔使蜘蛛侠脱离了他的根并将他根植于主流人群心中”，而漫威的职员则会开玩笑说罗米塔“将蜘蛛侠带到了市郊”。海尔曼认为虽然罗米塔去掉了《蜘蛛侠》中赖以成为杰出作品的超现实元素，但又成功地使这部作品有了收获更多读者的可能性。
1977年1月3日，《蜘蛛侠》推出报纸连环画，从此时开始直到1980年末，罗米塔就一直是该系列的作者之一。另外在这一时期，罗米塔继续担任着漫威的艺术总监，并认为这些连环画的生命力不会太强，不过亦向史丹·李保证只要这一系列的销量还在上升，他就会一直参加创作。这一系列的连环画报纸最终卖出了500份，成为当时最为火热的冒险题材连环画之一，但随后在推出的前四年里，销量便开始出现了停滞甚至下降。

### 漫威艺术总监
1972年，前总编辑及艺术总监史丹·李就任了公司的出版商及总管。罗米塔虽然没有正式成为艺术总监，但一直负责着相关工作。到了1973年，李正式将罗米塔提升为艺术总监，此后便在这一职位上至少工作到了1980年代末，并在改变漫威面貌和新角色的设计上发挥了主要作用。这段时期内，由他设计或帮助设计的角色包括制裁者、金刚狼、盧克·凱奇、靶眼、 虎女和巫毒博士。其中金刚狼的外貌被设计得像猫一样，其原因为罗米塔此前曾在一本百科全书上看到其将狼獾描述为一种体型矮小且带有爪子的凶残动物；制裁者的粗稿系由杰瑞·康威提供，当时康威大概画了一个胸部有一个头骨和一对交叉骨架的形象，罗米塔后来对头骨进行了扩大处理，使其直接围住了整个躯干，此外还将角色的皮带扣做成了类似于牙齿的样子。另外娜塔莎·罗曼诺娃的黑寡妇装饰也是由罗米塔设计，其灵感来源于漫画角色Miss Fury。
罗米塔曾与电视剧《电力公司》片方合作，又通过儿童心理学家的帮助，制作了儿童漫画《Spidey Super Stories》。这一系列自1974年开始，一直持续到了1982年。此外，他还主办过一个名为“Romita's Raider”的活动， 引导年轻人亲自动手作画，并安排漫威的美术职员现场教学。
1976年，罗米塔对漫威和DC之间的首个合作跨界作品《超人大战超凡蜘蛛侠》进行了修正（未署名），作品原稿则是出自羅斯·安德魯。同年，罗米塔为杰克·科比的單篇作品《美国队长二百周年纪念战》（Captain America's Bicentennial Battles）完成了上色。1980年左右，罗米塔作为艺术总监的职责范围开始延伸到其他一些特别项目，例如监督及招聘其他艺术家、在需要时提供修正和封面草图以及为各种商品作画等。

### 后期职业
1982年及1983年，罗米塔分别负责了《超凡蜘蛛侠年刊》（The Amazing Spider-Man Annual）第16期中登场的莫妮卡·兰博和《超凡蜘蛛侠》第238期（1983年3月）中登场的恶鬼进行了上色。1986年12月，罗米塔与另外五人一起完成了《神奇蜘蛛侠》第121期的铅笔稿，此后他又负责了9页故事《I Remember Gwen》、《超凡蜘蛛侠》第365期（1992年8月，30周年刊）以及一个为《神奇蜘蛛侠》第13期准备的备份故事的铅笔稿。
1996年，罗米塔宣布进入半退休，但此后仍有继续参与漫画项目。1999年，罗米塔负责了10页故事《The Kiss》的铅笔稿与上色工作，该故事系为《Webspinners: Tales of Spider-Man》第一期（1999年1月）准备的备份故事，在故事设定中，蜘蛛侠彼得·帕克与女友格温·斯黛西互献了初吻。2001年，罗米塔为《Spidey: A Universe X Special》创作了一群替代宇宙版本的《蜘蛛侠》角色形象。2002年蜘蛛侠电影即将上映之际，《电视指南》杂志专门请人创作了四期以蜘蛛侠为主题的封面，其中4月27日至5月3日的封面是出自罗米塔之手。2003年，罗米塔负责了《超凡蜘蛛侠》第500期（2003年12月）中一个30页故事的最后四页的铅笔稿创作，而剩余部分则由他的儿子小约翰完成。
2000年代初期，罗米塔参与了多个纪念性漫画专刊的制作，包括《鋼鐵人》第3册第40期（2001年5月）、《美国队长》第3册第50期（2002年2月，罗米塔在本期中使用了他所创作的第一个漫威角色）、《夜魔侠》 第2册第50期（2003年10月）和第100期（2007年10月，本期中罗米塔使用了《超胆侠》的角色凯伦·佩吉，并运用了数十年前的爱情漫画手法）等。另外，罗米塔在2007年2月负责了《夜魔侠》第2册第94期封面的铅笔稿及上色工作，并在次年以及2010年分别为《超凡蜘蛛侠》的第568期（2008年10月）和第642期（2010年11月）创作了两期变体封面。
2007年7月27日，美國郵政署在其发行的纪念邮票中使用了罗米塔创作的蜘蛛侠以及由他上色（里奇·巴克勒完成铅笔稿）的浩克作为其“漫威超级英雄”（Marvel Super Heroes）系列的邮票形象。
罗米塔还加入过漫画慈善项目“英雄倡议”（The Hero Initiative）的收支委员会（Disbursement Committee），直至2013年离开。

## 奖项
罗米塔于1979年获得了一项墨水瓶奖（Inkpot Award）。并在2002年被收录进威尔·埃斯纳奖名人堂。2020年，罗米塔又被录入R墨水池奖乔·西诺特名人堂

## 个人生活

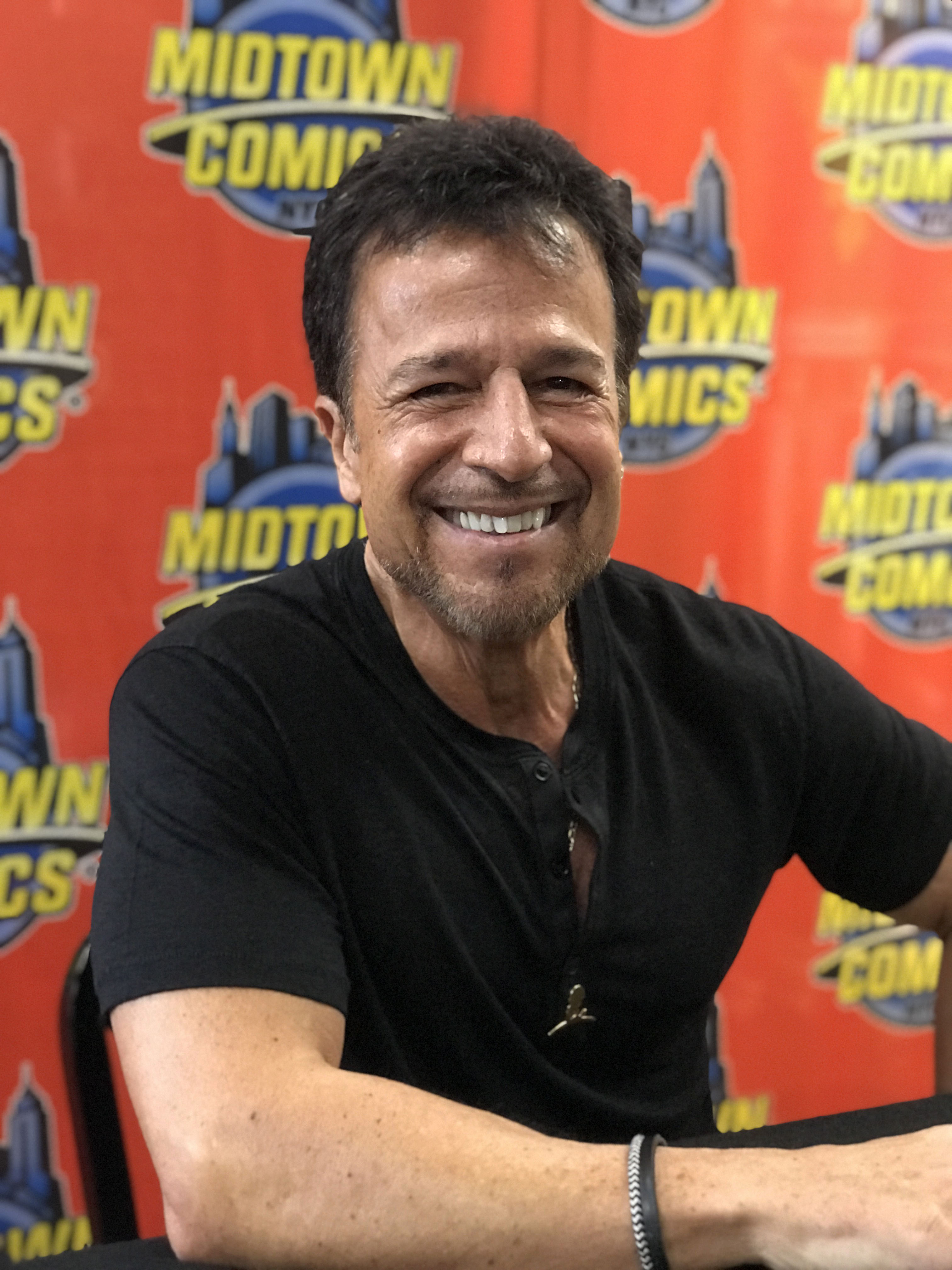
罗米塔的儿子小约翰·罗米塔，2019年

罗米塔于1952年11月娶了青梅竹马的维吉尼亚·布鲁诺（Virginia Bruno）为妻，布鲁诺在1975年到1996年间也曾在漫威工作，担任的职务为运输经理。两人于1954年以前共同居住在布鲁克林的宾臣墟（Bensonhurst）社群，其后又在皇后区的皇后村买下了一套房子。若干年后，罗米塔又举家搬到了长岛上的贝勒罗斯。
罗米塔一共有两个儿子，分别为维克托和出生于1956年8月17日的小约翰·罗米塔，其中小约翰后来也成为了一位著名的漫画家。截至去世，罗米塔一共拥有三个孙辈孩子以及一名重孙女。
2023年6月12日，罗米塔在花卉公园的家中于睡梦中去世，死讯系由小约翰于第二天对外公布。

## 艺术风格
罗米塔以给蜘蛛侠注入爱情和冒险元素，从而使其得到了更广泛受众而著称。他笔下的蜘蛛侠形象与之前相比更为英俊，女性角色亦更加漂亮，并且他还将肥皂剧的手法带到了奇幻作品之中，描述了一种“美丽的痛苦”（beautiful suffering）。罗米塔的作品被认为“线条更加圆润，尤其是对女性的描绘成为了他未来几年的真正力量”。他笔下的女性被认为是”面孔美丽，但很现实而并不程式化”，并能通过肢体语言展现出独特的个性。漫画家亞歷克斯·羅斯曾表示他认为罗米塔的蜘蛛侠在设计上非常完美和美丽，称得上是漫画中最美的角色。
罗米塔在DC创作爱情漫画期间逐渐觉得该类故事非常乏味，便开始设法为作品添加更多个性，例如在几乎无事发生的场景中为女性角色或风中移动的物体加上飘逸的头发以及从非常独特的角度描绘角色形象等。转到漫威后，罗米塔又以独特的影子和外形清晰的骨架而知名。

### 引用作品
- Hamilton, Sue L. . ABDO Publishing Company. 2007. ISBN 9781599283029.
- Spurlock, J. David; Romita, John. . Lebanon, New Jersey: Vanguard Productions. 2002. ISBN 1-887591-29-X.
- Spurgeon, Tom; Cunningham, Brian. . Mount Laurel, New Jersey: Dynamite Entertainment. 2011. ISBN 978-1933305271.
- Thomas, Roy; Amash, Jim. . Raleigh, North Carolina: TwoMorrows Publishing. 2007. ISBN 978-1-893905-75-7.